# Snookerweltmeisterschaft 1971
Die Snookerweltmeisterschaft 1971 (englisch: World Snooker Championship 1971) war ein professionelles Turnier in der Billardvariante Snooker im Rahmen der Saison 1970/71, das in Australien ausgetragen wurde. Obwohl sie üblicherweise als Meisterschaft des Jahres 1971 gilt, wurde sie im Gegensatz zu den Weltmeisterschaften der vergangenen und kommenden Jahre im Herbst des vorherigen Jahres abgeschlossen; sie begann am 28. September 1970 und endete am 7. November desselben Jahres. Von den neun Teilnehmern der Gruppenphase konnten sich vier Spieler für das Halbfinale qualifizieren. Im Halbfinale schied dann unter anderem der amtierende Weltmeister Ray Reardon mit 15:34 gegen John Spencer aus. Dieser besiegte im Finale Warren Simpson mit 37:29 und gewann damit den zweiten WM-Titel seiner Karriere.
Das höchste Break des Turniers, also die höchste Serie von hintereinander gelochten Kugeln, war ein 129er-Break des Australiers Eddie Charlton.

## Hintergrund
Die Snookerweltmeisterschaft 1971 war die erste Weltmeisterschaft, die ganz außerhalb des Vereinigten Königreiches ausgetragen wurde. Zuvor waren schon zwei Finalspiele nach Südafrika verlegt worden. Des Weiteren war die Snookerweltmeisterschaft 1971 die erste von zwei Weltmeisterschaften in Australien, die zweite folgte 1975. Ein Großteil der Partien wurde im Bundesstaat New South Wales ausgetragen, lediglich eines der Spiele wurde in Brisbane, der Hauptstadt des Bundesstaates Queensland, gespielt. Somit war die Weltmeisterschaft 1971 nach der Weltmeisterschaft 1930 die erste Weltmeisterschaft mit mehreren Austragungsorten. Für die Snookerweltmeisterschaft 1971 konnte kein Sponsor gefunden werden, nachdem der Sponsor der vorangegangenen Weltmeisterschaften, Players No. 6, abgesprungen war.
Das Preisgeld betrug 4.667 Pfund Sterling, wovon knapp die Hälfte auf den Sieger entfiel. Im Vergleich zur vorherigen Weltmeisterschaft verdoppelte sich das Preisgeld für den Sieger, doch auch die Länge der WM stieg von elf Tagen auf fast anderthalb Monate, sodass die Weltmeisterschaft finanziell gesehen für die Spieler eine Verschlechterung darstellte. Deshalb äußerte sich Titelverteidiger Ray Reardon über das neuartige Turnierformat negativ, da er so mehrere der ertragreichsten Wochen in Großbritannien verpasste. Ausschließlich dem achtfachen Weltmeister John Pulman und ihm wurden die Anreise und Unterkunft bezahlt, die sieben anderen Teilnehmer musste die Kosten selbst tragen. Aus diesem Grund suchte sich Gary Owen einen Sponsor, da er nur so die Reise nach Australien finanzieren konnte.
Ein Mitorganisator des Turniers war Eddie Charlton, der selbst antrat. Die Erlöse aus den Spielen gingen an eine sportmedizinische Klinik in Sydney.
Der Großteil der europäischen Spieler kam erst Anfang Oktober zur Weltmeisterschaft.

## Modus
Zum bislang einzigen Mal wurde bei einer Weltmeisterschaft eine Gruppenphase ausgetragen. Während dieser Gruppenphase gab es nur eine Gruppe, wobei jeder der neun Teilnehmer gegen vier seiner Konkurrenten spielen musste. Jedes Gruppenspiel ging über drei Tage und über eine feste Anzahl von 37 Frames. Ursprünglich sollten die damals noch acht Spieler in zwei Gruppen aufgeteilt werden, wobei die beiden besten Spieler ins Halbfinale gekommen wären. Die Ergebnisse der Gruppenspiele flossen in eine Tabelle ein, wobei die Spieler auf den ersten vier Plätzen sich für das Halbfinale qualifizierten.
Im Halbfinale wurden pro Partie insgesamt 49 Frames gespielt, die beiden Sieger kamen ins Finale. Dieses wurde vom 2. bis zum 7. November 1970 in Sydney ausgetragen und als einziges Spiel während des gesamten Turnieres im Modus Best of 73 Frames gespielt, sodass ein Spieler 37 gewonnene Frames zum Weltmeistertitel brauchte.

## Turnierverlauf

### Gruppenphase
Zum Start der Gruppenphase traf der frühere nordirische Amateurmeister Paddy Morgan zwischen dem 28. um dem 30. September im Kings Cross RSL Club in Sydney auf den Australier Warren Simpson. Morgan gewann mit 21:16. Im zweiten Gruppenspiel vom 2. bis zum 4. Oktober in Kurri Kurri besiegte der Australier Eddie Charlton seinen Landsmann  Norman Squire mit 27:10.
Vom 6. bis zum 8. Oktober wurden die nächsten drei Spiele ausgetragen. Im Canterbury-Bankstown Leagues Club in Sydney besiegte der Engländer und Weltmeister von 1969 John Spencer den Südafrikaner Perrie Mans mit 20:17. Im South Newcastle Leagues Club verlor der Engländer, achtfache Weltmeister sowie Finalist des Vorjahres John Pulman überraschend mit 15:22 gegen Warren Simpson und der Waliser Gary Owen besiegte Paddy Morgan im Wentworthville RSL Club mit 26:11.
Das sechste und siebente Gruppenspiel fanden vom 9. bis zum 11. Oktober statt. Im Lithgow Workers Club besiegte John Spencer den Australier Norman Squire mit 27:10, im Wingham RSL Club gewann der Waliser und amtierende Weltmeister Ray Reardon gegen Perrie Mans mit 21:16.
Im Wagga Wagga RSL Club und im Wallsend RSL Club in Newcastle fanden gleichzeitig vom 12. bis zum 14. Oktober das achte und neunte Gruppenspiel statt. In Wagga Wagga besiegte John Spencer seinen Landsmann John Pulman mit 23:14, in Wallsend besiegte Ray Reardon Lokalmatador Eddie Charlton mit 21:16.
Das zehnte Gruppenspiel zwischen Warren Simpson und Gary Owen wurde vom 13. bis zum 15. Oktober im Dubbo Ex-Servicemen’s Club ausgetragen. Das Spiel gipfelte im Decider zum Nachteil von Owen, Simpson siegte mit 19:18. Das elfte Gruppenspiel wurde vom 15. bis zum 17. Oktober im Coogee-Randwick RSL Club zwischen John Pulman und Paddy Morgan ausgetragen, Pulman siegte mit 25:12.
Im Port Macquarie RSL Club fand vom 17. bis zum 19. Oktober das zwölfte Gruppenspiel zwischen Gary Owen und Norman Squire statt. Zum zweiten Mal ging ein Spiel bis in den Decider, Owen besiegte Squire schließlich mit 19:18. Im selben Zeitraum besiegte Eddie Charlton im Nambucca Heads RSL Club Perrie Mans mit 26:11.
Als einziges Spiel während der Weltmeisterschaft wurde das 14. Gruppenspiel zwischen Ray Reardon und Paddy Morgan während des ersten Tages vom Waterside Federation Club in den Queensland Masonic Club verlegt, wo es bis zum Ende des Spiels ausgetragen wurde. Das Spiel, das mit dem Austragungsort Brisbane das einzige außerhalb von New South Wales war, endete vorzeitig mit 27:10, da Morgan beim Stand von 20:10 die letzte Session verpasste, die mit 7:0 für den Titelverteidiger gewertet wurde.
Im City Tattersalls Club von Sydney fand vom 20. bis zum 22. Oktober das 15. Spiel der Gruppenphase statt. Eddie Charlton spielte dort bei seinem 23:14-Sieg über Gary Owen mit einem 129er- und einem 124er-Break das höchste bzw. dritthöchste Break des Turniers.
Das 16. Gruppenspiel zwischen Warren Simpson und Perrie Mans im Griffith Ex-Servicemen’s Club wurde vom 21. bis zum. 23. Oktober ausgetragen. Zum zweiten Male gewann Simpson im letztmöglichen Frame die Partie, also mit 19:18, wodurch er sich für das Halbfinale qualifizierte. Zeitgleich besiegte John Pulman Norman Squire im Parramatta RSL Club mit 26:11.
Zum Abschluss der Gruppenphase spielten vom 22. bis zum 24. Oktober Ray Reardon und John Spencer im Lismore Worker’s Club den Sieger der Gruppenphase aus, da beide Spieler sich vorzeitig für die WM qualifiziert hatten. Reardon siegte am Ende mit 21:16.

#### Spiele
| Sp. | Datum                 | Spieler 1      | Erg.  | Spieler 2      | Ort                                                                                            |
| --- | --------------------- | -------------- | ----- | -------------- | ---------------------------------------------------------------------------------------------- |
| 01  | 28. bis 30. September | Paddy Morgan   | 21:16 | Warren Simpson | Kings Cross RSL Club, Sydney                                                                   |
| 02  | 2. bis 4. Oktober     | Eddie Charlton | 27:10 | Norman Squire  | Kurri Kurri                                                                                    |
| 03  | 6. bis 8. Oktober     | John Spencer   | 20:17 | Perrie Mans    | Canterbury-Bankstown Leagues Club, Sydney                                                      |
| 04  | 6. bis 8. Oktober     | Warren Simpson | 22:15 | John Pulman    | South Newcastle Leagues Club                                                                   |
| 05  | 6. bis 8. Oktober     | Gary Owen      | 26:11 | Paddy Morgan   | Wentworthville RSL Club, Sydney                                                                |
| 06  | 9. bis 11. Oktober    | John Spencer   | 27:10 | Norman Squire  | Lithgow Workers Club                                                                           |
| 07  | 9. bis 11. Oktober    | Ray Reardon    | 21:16 | Perrie Mans    | Wingham RSL Club                                                                               |
| 08  | 12. bis 14. Oktober   | John Spencer   | 23:14 | John Pulman    | Wagga Wagga RSL Club                                                                           |
| 09  | 12. bis 14. Oktober   | Ray Reardon    | 21:16 | Eddie Charlton | Wallsend RSL Club, Newcastle                                                                   |
| 10  | 13. bis 15. Oktober   | Warren Simpson | 19:18 | Gary Owen      | Dubbo Ex-Servicemen’s Club                                                                     |
| 11  | 15. bis 17. Oktober   | John Pulman    | 25:12 | Paddy Morgan   | Coogee-Randwick RSL Club, Sydney                                                               |
| 12  | 17. bis 19. Oktober   | Gary Owen      | 19:18 | Norman Squire  | Port Macquarie RSL Club                                                                        |
| 13  | 17. bis 19. Oktober   | Eddie Charlton | 26:11 | Perrie Mans    | Nambucca Heads RSL Club                                                                        |
| 14  | 19. bis 21. Oktober   | Ray Reardon    | 27:10 | Paddy Morgan   | Waterside Federation Club, Brisbane, Queensland, Queensland Masonic Club, Brisbane, Queensland |
| 15  | 20. bis 22. Oktober   | Eddie Charlton | 23:14 | Gary Owen      | City Tattersalls Club, Sydney                                                                  |
| 16  | 21. bis 23. Oktober   | Warren Simpson | 19:18 | Perrie Mans    | Griffith Ex-Servicemen’s Club                                                                  |
| 17  | 21. bis 23. Oktober   | John Pulman    | 26:11 | Norman Squire  | Parramatta RSL, Sydney                                                                         |
| 18  | 22. bis 24. Oktober   | Ray Reardon    | 21:16 | John Spencer   | Lismore Worker’s Club                                                                          |

#### Tabelle
| Pos. | Spieler        | Gegner | Gegner | Gegner | Gegner | Gegner | Gegner | Gegner | Gegner | Gegner | Partien | Frames | Punkte |
| ---- | -------------- | ------ | ------ | ------ | ------ | ------ | ------ | ------ | ------ | ------ | ------- | ------ | ------ |
| Pos. | Spieler        | RR     | EC     | JS     | WS     | JP     | GO     | PM     | PM     | NS     | Partien | Frames | Punkte |
| 1    | Ray Reardon    |        | 21:16  | 21:16  |        |        |        | 27:10  | 21:16  |        | 4:0     | 90:58  | 8      |
| 2    | Eddie Charlton | 16:21  |        |        |        |        | 23:14  |        | 26:11  | 27:10  | 3:1     | 92:56  | 6      |
| 3    | John Spencer   | 16:21  |        |        |        | 23:14  |        |        | 20:17  | 27:10  | 3:1     | 86:62  | 6      |
| 4    | Warren Simpson |        |        |        |        | 22:15  | 19:18  | 16:21  | 19:18  |        | 3:1     | 76:72  | 6      |
| 5    | John Pulman    |        |        | 13:24  | 15:22  |        |        | 25:12  |        | 26:11  | 2:2     | 79:69  | 4      |
| 6    | Gary Owen      |        | 14:23  |        | 18:19  |        |        | 26:11  |        | 19:18  | 2:2     | 77:71  | 4      |
| 7    | Paddy Morgan   | 10:27  |        |        | 21:16  | 12:25  | 11:26  |        |        |        | 1:3     | 54:94  | 2      |
| 8    | Perrie Mans    | 16:21  | 17:20  | 11:26  | 18:19  |        |        |        |        |        | 0:4     | 62:86  | 0      |
| 9    | Norman Squire  |        | 10:27  | 10:27  |        | 11:26  | 18:19  |        |        |        | 0:4     | 49:99  | 0      |

|  | Qualifikation für das Halbfinale |

### Finale Runden

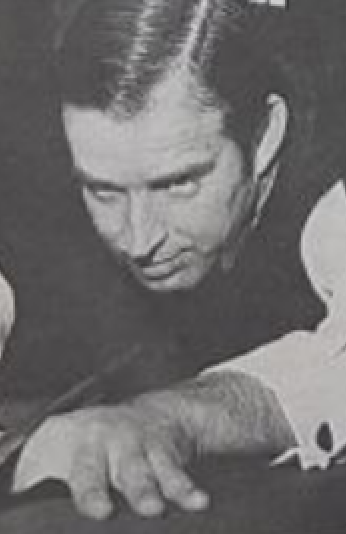
Der Sieger John Spencer im Jahr 1971

Ab dem 25. Oktober wurden die beiden Halbfinalpartien ausgetragen. Sie gingen jeweils über vier Tage und 49 Frames.
Das erste Halbfinale zwischen den beiden Australiern Eddie Charlton und Warren Simpson wurde vom 25. bis zum 28. Oktober im Forbes Golf Club ausgetragen. Charlton galt zu dieser Zeit als der beste australische Snookerspieler, sodass Simpson keine Chancen auf einen Sieg eingeräumt wurden. Doch Simpson ging nach dem ersten Tag mit 7:5 in Führung und verteidigte sie auch am zweiten Tag mit 13:11. Am dritten Tag erhöhte er seine Führung auf ein 21:15. Am letzten Tag verkürzte Charlton in der Nachmittagssession auf 23:19, doch Simpson gab nur noch drei Frames in der folgenden Session ab und gewann mit 27:22. Damit erreichte er zum ersten Mal das Finale einer Snookerweltmeisterschaft. Dieses Finale blieb der Höhepunkt seiner Karriere, bis zu seinem Tod 1979 erreichte er in insgesamt drei Anläufen nur noch das Viertelfinale.
Sein Gegner wurde vom 27. bis zum 30. Oktober im Parramatta Leagues Club in Sydney zwischen John Spencer und Ray Reardon ermittelt. Die Partie war eine Neuauflage des Halbfinals der WM 1970, damals hatte Reardon mit 37:33 gewonnen. Nach einem Tag führte Spencer bereits mit 9:3 und nach zwei Tagen mit 19:5. Schon am dritten Tag entschied Spencer das Spiel, indem er mit 26:10 führte. Da lediglich noch 10 Frames zu spielen waren, hatte Spencer seine zweite Finalteilnahme sicher. Am letzten Tag gewannen beide Spieler 5 Frames zum Endstand von 34:15.
Das Finale fand vom 2. bis zum 7. November im Chevron Hotel in Sydney statt. Es wurde im Modus Best of 73 Frames gespielt, wobei Spencer als Favorit galt. Dieser führte nach zwei Tagen bereits mit 18:6 und hatte am zweiten Tag eine Serie von zwei Century-Breaks in drei Frames aufgestellt, was damals eine neue Bestmarke bei der WM war. Der dritte Tag ging zwar mit 10:2 Frames deutlich an den Australier Simpson, brachte aber keine Wende. Am Schlusstag machte Spencer seinen zweiten Titelgewinn mit 37:29 perfekt. Er bekam für seinen Weltmeistertitel eine Prämie von 2333 £.
|  | Halbfinale 49 Frames | Halbfinale 49 Frames |                |              | Finale Best of 73 Frames | Finale Best of 73 Frames |
|  |                      |                      |                |              |                          |                          |
|  |                      |                      |                |              |                          |                          |
|  | Eddie Charlton       | 22                   |                |              |                          |                          |
|  | Warren Simpson       | 27                   |                |              |                          |                          |
|  |                      |                      | Warren Simpson | 29           |                          |                          |
|  |                      |                      |                | John Spencer | 37                       |                          |
|  | John Spencer         | 34                   |                |              |                          |                          |
|  | Ray Reardon          | 15                   |                |              |                          |                          |
|  |                      |                      |                |              |                          |                          |

## Century-Breaks
Während des Turnieres wurden 14 Breaks mit über 100 Punkten, sogenannte Century-Breaks, gespielt.
- Eddie Charlton: 129,[1] 124,[1] 116,[8] 106[15]
- John Spencer: 126,[28] 107,[28] 106,[10] 105 (2×),[15][28] 102[4]
- John Pulman: 113[8]
- Ray Reardon: 109,[10] 108[11]
- Gary Owen: 102[19]

Im Finale spielte John Spencer in der Abendsession des 4. Novembers in zwei aufeinanderfolgenden Frames zwei Breaks von 126 und 107 Punkten. Dies war laut Angabe der Offiziellen das erste Mal bei einer WM, dass zwei Centurys hintereinander gespielt wurden.